# Форум Августа
Форум Августа (лат. Forum Augusti) — другий з чотирьох імператорських форумів Рима (125 м завдовжки і 118 м завширшки).

## Історія
Побудований на замовлення імператора Октавіана Августа. Найважливішою спорудою форуму став храм, присвячений Марсу Меснику (лат. Mars Ultor); посвячений у 2 до н. е., храм був побудований з каррарського мармуру, за планом схожим на храм Venus Genetrix на форумі Юлія Цезаря; в центрі містилася статуя Марса, оточена статуями Венери і обожненого Цезаря. Також там зберігався меч Цезаря і прапори переможених парфян. Форум служив для вихваляння імператора, що відновив старі традиції. З цією метою в напівкруглих нішах (екседри) були виставлені статуї Енея, який ніс свого батька на плечах, і Ромула, за переказами сина Марса, а також статуї важливих мужів республіки (лат. summi viri). На постаменті кожної статуї була відображена інформація про життя та діяння цієї людини (лат. Elogium). У центрі площі перед храмом знаходилася статуя Августа на колісниці. На сьогоднішній день збереглася лише частина форуму Августа: кілька колон храму і сходи. Колекції артефактів, а також частина напівкруглої ніші (екседри) з Форуму Августа знаходяться в Casa dei Cavalieri di Rodi (Будинок лицарів Родосу). При Муссоліні передню частину форуму перебудували в Via dei Fori Imperiali. Археологічні дослідження при цьому не проводилися.